# Voi

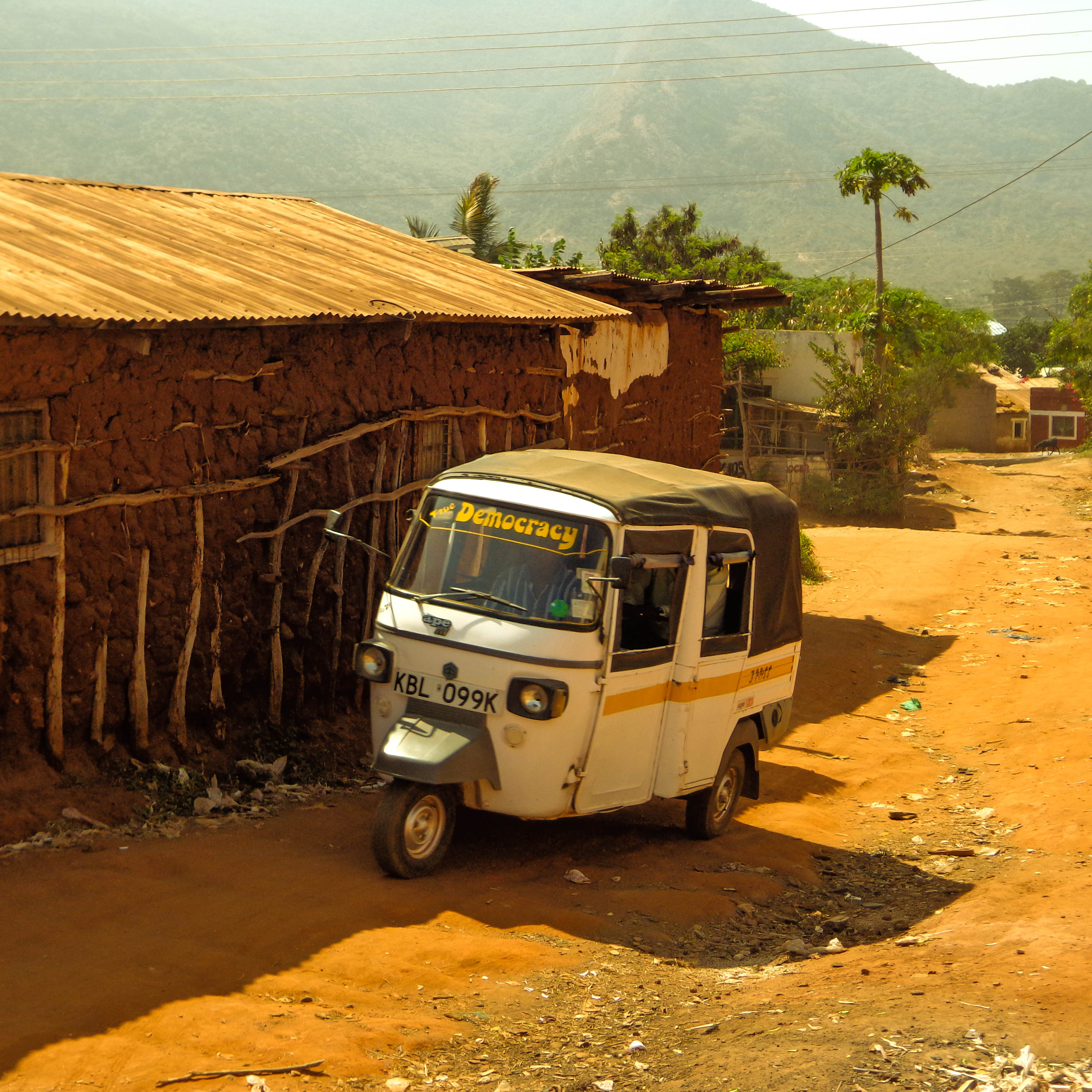
Tuk-tuk à Voi.

Voi, prononcé [voj], est un village du Kenya, situé au sud du pays. Il est spécialisé dans la culture du sisal, plante aux fibres très solides permettant de faire des cordes très résistantes.

## Jeux vidéo
Dans le jeu vidéo Halo 3, au 26ème siècle, Voi est devenue une ville développée et industrielle qui a pour but de récolter les eaux fluviales de la fonte des glaces du Kilimandjaro. Plus tard dans le déroulement de l'histoire, Voi est infecté par le Parasite, obligeant les Sangheilis à "vitrifier" la corne de l'Afrique tout entière, détruisant donc les villes de Voi et de Mombasa, mais aussi la Somalie et l'Éthiopie.